# Kateleios
Kateleios  este un oraș în Grecia în prefectura Kefalonia.